# الحافظ لدین‌الله
ابوالمیمون عبدالمجید بن محمد شناخته‌شده به الحافظ لدین‌الله (مرگ ۱۱۴۹ میلادی/۵۴۴ قمری) یازدهمین خلیفه فاطمی مصر از ۱۱۳۰ میلادی تا زمان مرگش بود.
او پسرعموی امیر بن مستعلی خلیفهٔ پیشین بود. با مرگ امیر، چون او جانشینی مشخص‌نکرده‌بود، عبدالمجید با عنوان الحافظ لدین‌الله به خلافت رسید؛ ولی میان اسماعیلیان دو دستگی پیش‌آمد. گروهی از او هواداری نمودند و گروهی جانب طیب ابوالقاسم پسر امیر را گرفتند. در این میان ابوعلی احمد بن الافضل که در گذشته نایب‌السلطنهٔ احمد مستعلی بود جانب طیب را گرفت، الحافظ به زندان افتاد، ولی به زودی ابوعلی -به احتمال به دست هواخواهان الحافظ- ترور شد و الحافظ لدین‌الله بر سر کار بازگشت.